# Božikovac (otok)
Koordinati:   43°55′58″N, 15°15′11″E
Božikovac je majhen nenaseljen otoček v Jadranskem morju. Pripada Hrvaški.
Božikovac leži okoli 0,7 km severozahodno od otočka Kurba Mala. Površina otočka meri 0,011 km². Dolžina obalnega pasu je 0,39 km. Najvišja točka na otočku je visoka 10 mnm.